# Salma Djoubri
Salma Djoubri (20 december 2002) is een tennisspeelster uit Frankrijk.
Zij begon op vierjarige leeftijd met het spelen van tennis.
In 2019 bereikte ze voor het eerst de finale van een ITF-toernooi in het Nederlandse Haren, waar ze Sina Hermann versloeg.
In 2021 speelde zij op Roland Garros het damesdubbelspeltoernooi, wat haar eerste grandslamoptreden was.

## Posities op deWTA-ranglijst
Positie per einde seizoen:
| jaar | rang enkelspel | rang dubbelspel |
| ---- | -------------- | --------------- |
| 2017 | 911            | –               |
| 2018 | 910            | –               |
| 2019 | 710            | –               |
| 2020 | 678            | 1461            |
| 2021 | 442            | 1038            |

## Resultaten grandslamtoernooien
| Legenda | Legenda                          |
| ------- | -------------------------------- |
| g.t.    | geen toernooi gehouden           |
| l.c.    | lagere categorie                 |
| –       | niet deelgenomen                 |
| G       | uitgeschakeld in de groepsfase   |
| 1R      | uitgeschakeld in de eerste ronde |
| 2R      | uitgeschakeld in de tweede ronde |
| 3R      | uitgeschakeld in de derde ronde  |
| 4R      | uitgeschakeld in de vierde ronde |
| KF      | uitgeschakeld in de kwartfinale  |
| HF      | uitgeschakeld in de halve finale |
| F       | de finale verloren               |
| W       | het toernooi gewonnen            |
| w-v     | winst/verlies-balans             |

### Enkelspel
geen deelname

### Vrouwendubbelspel
| toernooi        | 2021 |
| --------------- | ---- |
| Australian Open | –    |
| Roland Garros   | 1R   |
| Wimbledon       | –    |
| US Open         | –    |